# Verordnung (EG) Nr. 810/2009 (Visakodex)
Der Visakodex ist eine Verordnung der Europäischen Union. Er regelt das Visumverfahren für Drittstaatsangehörige, die in den Schengen-Raum kurzzeitig einreisen und sich dort aufhalten möchten.

## Geltungsbereich, Inkrafttreten

Die Staaten des Schengenraums:
Schengenmitglieder (EU)
Schengenmitglieder (EFTA)
Schengener Abkommen noch nicht implementiert (CY)
Kooperierende Staaten (IRL)
Mikrostaaten außerhalb von Schengen mit offenen Grenzen

Der Visakodex gilt im sog. Schengen-Raum. Dieser Raum ist nicht identisch mit den Grenzen der Europäischen Union. So gehört innerhalb der Europäischen Union Irland der Schengen-Zone nicht an. In Zypern gilt der Visakodex grundsätzlich, jedoch ist es dem Schengen-Raum noch nicht beigetreten und deswegen noch keine Vollanwender. Dänemark hat für die Anwendung des Visakodex optiert und dessen Regelungen in nationales Recht umgesetzt; er gilt somit auch dort.
Überdies gilt der Visakodex in den Staaten des Europäischen Wirtschaftsraumes, die nicht zugleich Mitgliedstaaten der EU sind, also in Island, Liechtenstein und Norwegen. Der Visakodex gilt auch in der Schweiz.
Der Visakodex ist am 5. Oktober 2009 in Kraft getreten, gilt (überwiegend) seit 5. April 2010 und ist seit seiner Erstverkündung dreimal geändert worden.

## Ziele der Verordnung
Der Visakodex schafft für den Schengen-Raum einheitliche Regelungen über die Vergabe und das Verfahren der Visumerteilung im Ausland. Mit ihm soll der bestehende Schengen-Besitzstand der Einreisevorschriften konsolidiert und weiterentwickelt werden. Er bezweckt die Erleichterung von legalen Reisen und die Bekämpfung der illegalen Einwanderung. Der Visakodex hat die Gemeinsame Konsularische Instruktion (GKI), eine Verwaltungsvorschrift der Europäischen Union, abgelöst.
Er sieht vor, dass grundsätzlich jeder Mitgliedstaat im Ausland durch eine eigene Mission – und wo das nicht möglich ist – durch die Mission eines anderen Mitgliedsstaats vertreten wird. Er regelt auch die Durchreise durch die Transitzonen der Flughäfen des Schengen-Raums.

## Inhalt

### Sachlicher Geltungsbereich und Begriffsdefinitionen
Im ersten Titel wird der sachliche Geltungsbereich beschrieben (Artikel 1): Die Verordnung regelt das Visumverfahren und die Voraussetzungen für die Erteilung von Visa für die Durchreise der Mitgliedstaaten oder für geplante Aufenthalte in den Mitgliedstaaten von höchstens 90 Tagen je Zeitraum von 180 Tagen. In dem Artikel wird ausdrücklich auch auf Drittstaatsangehörige, die nach der EU-Visum-Verordnung der Visumpflicht unterliegen, Bezug genommen.
Artikel 2 definiert bestimmte in der Verordnung verwendete Begriffe.

### Transitvisum

Visa-Erfordernisse im Schengen-Raum:
Staatsangehörige dunkelgrau dargestellter Staaten benötigen ein Transit-Visum (810/2009 Annex IV)

Im zweiten Titel wird bestimmt, die Staatsangehörigen welcher Länder auch für den Transitbereich ein Transitvisum benötigen und in welchen Fällen Ausnahmen hiervon möglich sind. Von der Transitvisumpflicht betroffen sind die Staatsangehörigen von Äthiopien, Afghanistan, Bangladesch, Eritrea, Ghana, Iran, Irak, Demokratische Republik Kongo, Nigeria, Pakistan, Somalia und Sri Lanka (Artikel 3 i. V. mit dem Anhang IV). Die Mitgliedstaaten haben gemäß Artikel 3 Absatz 2 die Befugnis, den Katalog der Flughafentransitpflichtigen für ihren Bereich zu erweitern, wovon Deutschland in Bezug auf Staatsangehörige aus Indien, bestimmte Staatsangehörige aus Jordanien, alle Staatsangehörigen des Libanon, aus Mali, aus Sudan, aus Südsudan und Syrien sowie die meisten Staatsangehörigen der Türkei Gebrauch gemacht hat.

### Zuständige Behörde und Visumvoraussetzungen

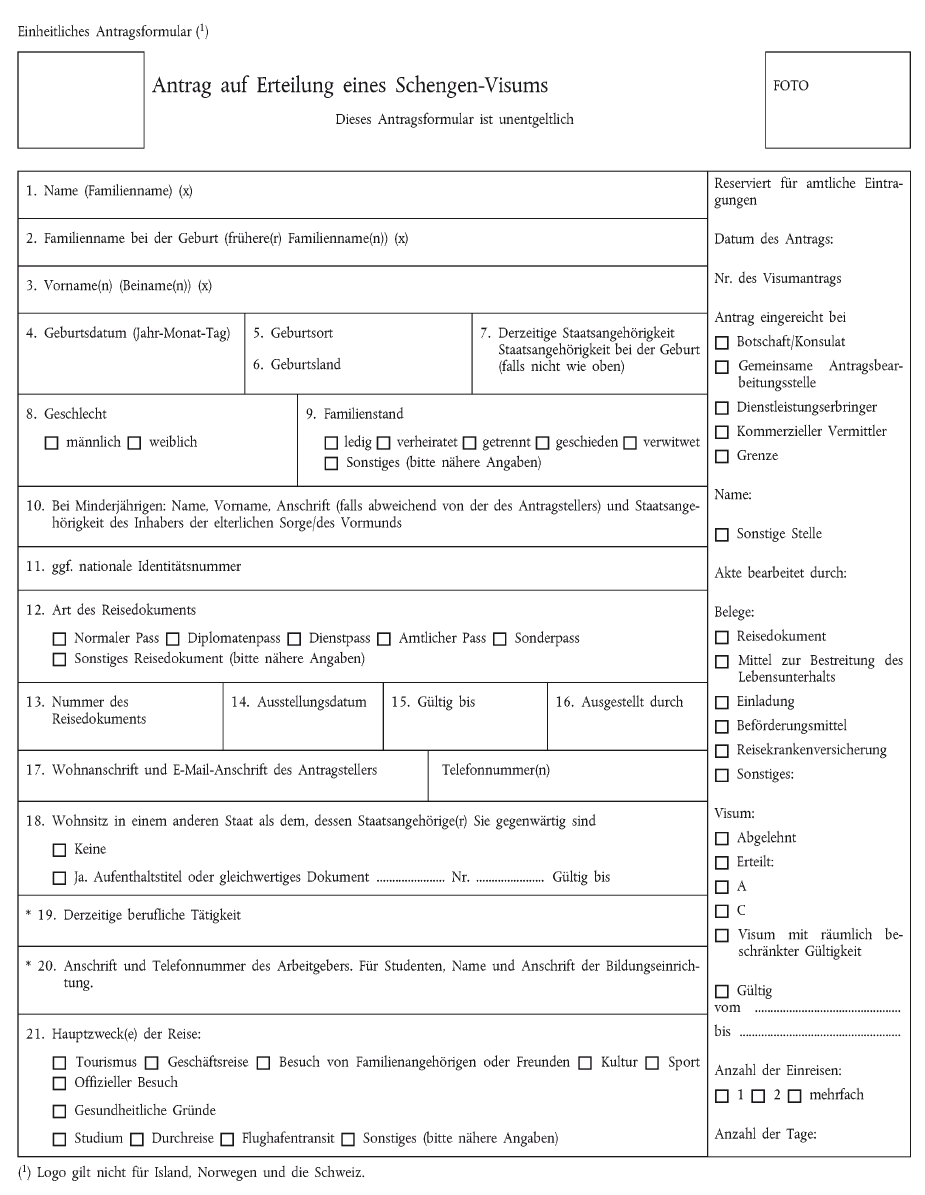
Antrag auf ein Schengen-Visum, erste Seite

Im dritten Titel (Artikel 4 bis 47) werden das Verfahren und die Voraussetzungen für die Visumerteilung festgelegt.

#### Behördliche Zuständigkeiten
Das erste Kapitel (Artikel 4 bis 8) bestimmt die behördlichen Zuständigkeiten. Nach Artikel 4 sind Visumanträge regelmäßig an die Konsulate zu richten. Artikel 5 legt eine Reihenfolge fest, welches unter mehreren Konsulaten der Staaten des Schengen-Raums zuständig ist. Im Regelfall ist dies das Land des Hauptreiseziels. Territorial zuständig ist das Konsulat am Wohnsitz des Antragstellers (Artikel 6). Drittstaatsangehörige, die in einem Mitgliedstaat ein Aufenthaltsrecht haben, aber zur Einreise in einen anderen Mitgliedstaat ein Visum benötigen, beantragen das Visum bei dem Land des Hauptreiseziels (Artikel 7). Artikel 8 ermächtigt die Mitgliedstaaten, Vertretungsvereinbarungen zu schließen, durch die ein anderer Mitgliedstaat dessen Befugnisse bei der Antragsbearbeitung übernimmt.

#### Antragsmodalitäten
In einem zweiten Kapitel (Artikel 9 bis 17) werden die Antragsmodalitäten geregelt. Nach Artikel 9 können Visa frühestens drei Monate vor dem Reisebeginn beantragt werden. In der Regel ist ein Termin mit dem Konsulat zu vereinbaren. Der Antragsteller hat dort grundsätzlich persönlich zu erscheinen. Neben dem Reisedokument (Reisepass), einem Lichtbild und ggf. dem Nachweis einer Reisekrankenversicherung hat der Antragsteller das ausgefüllte Antragsformular vorzulegen und Fingerabdrücke zu leisten (Artikel 10). Für jeden Reisenden muss ein eigener Antrag ausgefüllt werden, auch für jedes mitreisende Kind (Artikel 11). Das Reisedokument muss noch drei Monate nach der geplanten Ausreise gültig sein (Artikel 12). Das Lichtbild wird digital gespeichert, und Fingerabdrücke werden von allen zehn Fingern abgenommen, jedoch nur von Personen ab 12 Jahren. Die erfassten Fingerabdrücke sind fünf Jahre für Visumfolgeanträge verwendbar (Artikel 13). Über den Reisezweck und ausreichende Reisemittel müssen Nachweise erbracht werden. Der Anhang II enthält eine Liste von Belegen, die das Konsulat zu diesem Zweck fordern kann, z. B. Einladungen von Geschäftspartnern und privaten Gastgebern, Eintrittskarten zu Messen und Kongressen, Bestätigungen von Bildungseinrichtungen (bei Studenten), Reiseunterlagen und Kontoauszüge zum Nachweis finanzieller Mittel oder des Bestehens eines Arbeitsverhältnisses, eventuell auch eine Kostenübernahmeerklärung einer dritten Person (Artikel 14). Die näheren Anforderungen an eine Reisekrankenversicherung regelt Artikel 15. Außerdem ist eine Visumgebühr zu entrichten, die bei Erwachsenen 60 Euro und bei Kindern zwischen sechs und 12 Jahren 35 Euro beträgt. Für jüngere Kinder muss nichts bezahlt werden. Überdies gibt es zahlreiche Befreiungen von der Visumgebühr (Artikel 16). Wird das Visum unter Inanspruchnahme eines externen Dienstleisters beantragt, muss zusätzlich eine Dienstleistungsgebühr an diesen gezahlt werden. Die Höhe dieser Gebühr wird vertraglich vereinbart und beträgt höchstens die Hälfte der Visumgebühr (Artikel 17).

#### Prüfung des Visumantrags und Entscheidung
Das dritte Kapitel (Artikel 18 bis 23) behandelt die Prüfung des Antrags und die Entscheidung über die Visumerteilung. Zunächst hat das Konsulat zu prüfen, ob es sachlich zuständig ist. Es gibt die Unterlagen zurück und erstattet die Visumgebühr, wenn ein anderes Konsulat den Antrag zu bearbeiten hat. Dorthin verweist es den Antragsteller (Artikel 18). Andernfalls prüft es, ob alle erforderlichen Unterlagen vorliegen und unternimmt eine Abfrage im Visa-Informationssystem (VIS) (Artikel 19). Ist der Antrag zulässig, wird ein Stempel über die Antragstellung in das Reisedokument eingetragen (Artikel 20). Inhaltlich prüft das Konsulat anhand der vorgelegten Unterlagen, ob das Risiko einer rechtswidrigen Einwanderung besteht, ob der Antragsteller eine Gefahr für die Sicherheit der Mitgliedstaaten darstellt und ob er beabsichtigt, den Schengen-Raum vor Ablauf der Gültigkeitsdauer wieder zu verlassen. Dazu findet eine Abfrage im Schengener Informationssystem (SIS) statt, in dem Einreiseverbote für einen Mitgliedstaat oder für den gesamten Schengen-Raum eingetragen sind. Die Prüfung eines Antrags stützt sich insbesondere auf die Echtheit und Vertrauenswürdigkeit der vom Antragsteller vorgelegten Unterlagen und den Wahrheitsgehalt und die Glaubwürdigkeit seiner Aussagen. Wurde früher ein Visumantrag abgelehnt, so bewirkt dies nicht automatisch die Ablehnung eines neuen Antrags (Artikel 21). Außer beim Flughafentransitvisum besteht eine grundsätzliche Konsultationspflicht der Behörden der anderen Mitgliedstaaten, wenn diese darum gebeten haben (Artikel 22). Spätestens 15 Tage, in Einzelfällen innerhalb von 30 Tagen nach Antragstellung erhält der Antragsteller eine Nachricht über die Entscheidung (Artikel 23).

#### Visumtypen und Visummarke
Im vierten Kapitel (Artikel 24 bis 32) werden die verschiedenen Visumtypen und Einzelheiten über die Visummarke behandelt.
Die Gültigkeitsdauer des Visums bestimmt sich grundsätzlich nach dem angegebenen Reisezweck. Das Visum kann auch für mehrere Einreisen erteilt werden; dann ist es mehr als sechs Monate und höchstens fünf Jahre gültig. Diese Form kommt vor allem bei Personen in Betracht, die aus beruflichen oder familiären Gründen gezwungen sind, häufig und/oder regelmäßig zu reisen und deren Integrität und Zuverlässigkeit, insbesondere hinsichtlich früher erteilter Visa, nachgewiesen ist. Ist das Visum für den gesamten Schengen-Raum gültig, wird von einem einheitlichen Visum (sogenanntes C-Visum) gesprochen. Im deutschen nationalen Recht heißt dieses Visum Schengen-Visum.
Hält der Mitgliedstaat aus humanitären Gründen, aus Gründen des nationalen Interesses oder aufgrund internationaler Verpflichtungen es für erforderlich, von den allgemeinen Einreisevoraussetzungen des Schengener Grenzkodex abzusehen oder hat ein konsultierter anderer Mitgliedstaat der Erteilung eines einheitlichen Visums widersprochen, oder soll die 90 Tagesgrenze für die Gültigkeit eines einheitlichen Visum überschritten werden, wird das Visum räumlich beschränkt – in der Regel auf den Staat, der das Visum ausstellt (Artikel 25). Dieses Visum heißt im deutschen Recht nationales Visum (sogenanntes D-Visum).
Ist das Visum nur für den Bereich der internationalen Transitzonen der in den Mitgliedstaaten gelegenen Flughäfen gültig, wird von einem Flughafentransitvisum (sog. A-Visum) gesprochen, auch im deutschen nationalen Recht. Ein Flughafentransitvisum kann auch als Mehrfachvisum erteilt werden; dann ist es höchstens sechs Monate gültig. Für Transits auf dem Landweg bis zu 5 Tagen gab es früher das sog. B-Visum. Das B-Visum wird heute nicht mehr erteilt; stattdessen wird ein C-Visum mit dem Vermerk „Transit“ vergeben.
Das Visum wird grundsätzlich maschinell mit einer maschinenlesbaren Zone erstellt, sodass handschriftliche Änderungen nicht zulässig sind. Der Inhalt eines Visums ist durch den Anhang VII vorgegeben; der Mitgliedstaat darf nur im Bereich „Anmerkungen“ eigene Bemerkungen anbringen (Artikel 27). Häufiger Eintrag in diesem Feld ist der Reisezweck. Falsch erstellte, noch nicht in das Reisedokument eingeklebte Visa werden ungültig gemacht, falsche in das Reisedokument eingeklebte Visa werden durchgekreuzt (Artikel 28). Wo genau die Visummarke in das Reisedokument eingeklebt wird, regelt Artikel 29. Dort ist auch geregelt, dass das Visum auf einem gesonderten Blatt und nicht in das Reisedokument geklebt wird, wenn der ausstellende Staat das Reisedokument nicht anerkennt.
Der bloße Besitz eines Visums berechtigt nicht automatisch zur Einreise (Artikel 30). Ein Mitgliedstaat kann verlangen, dass seine Behörden über die von den Konsulaten anderer Mitgliedstaaten an Staatsangehörige bestimmter Drittstaaten oder an bestimmte Gruppen von Staatsangehörigen dieser Staaten erteilten Visa unterrichtet werden (Artikel 31).

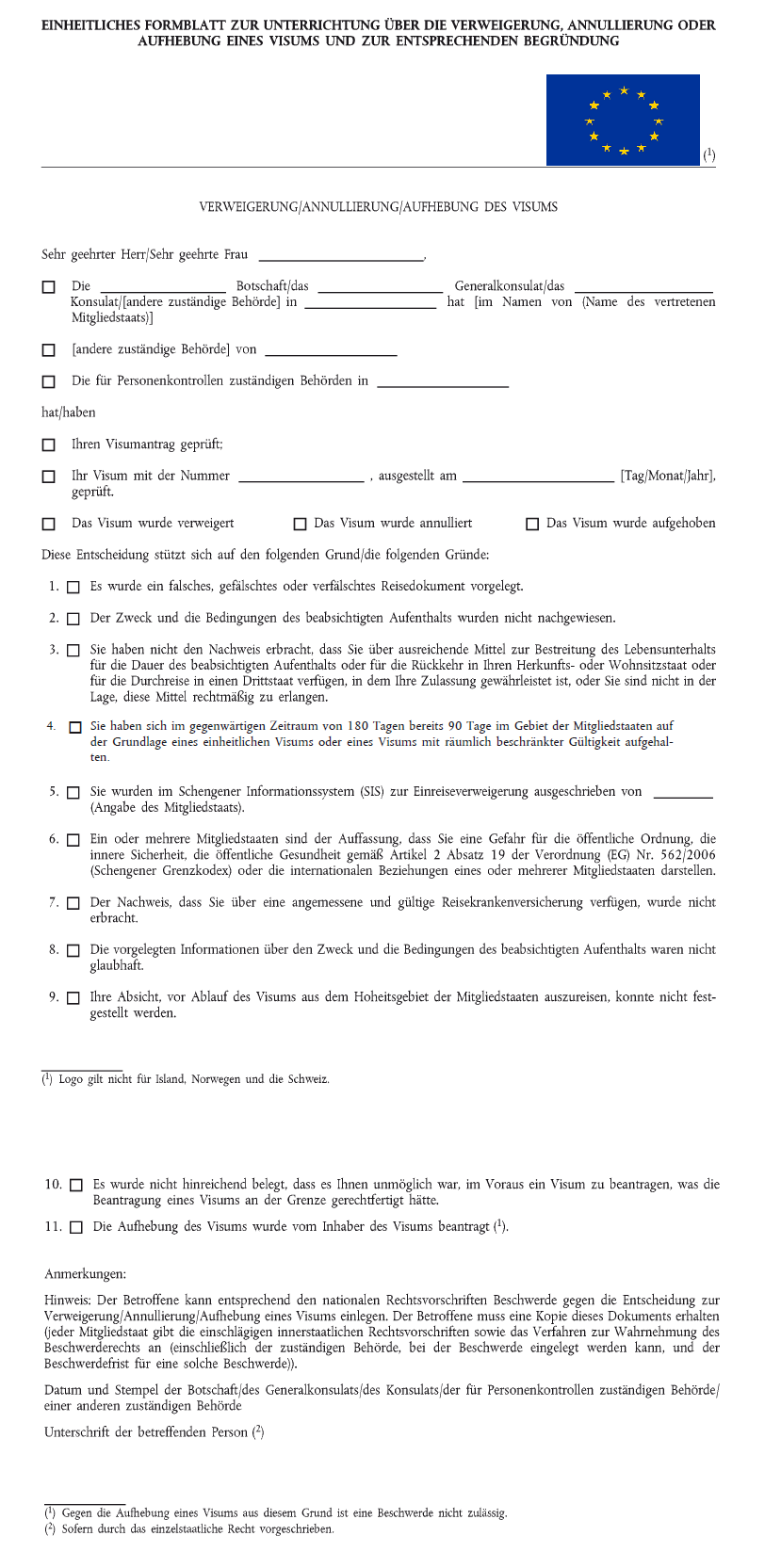
Formblattbegründung der Visumverweigerung, Visumannullierung oder Visumaufhebung

Der Antrag wird abgelehnt und die Ausstellung des Visums verweigert,
- wenn das vorgelegte Reisedokument falsch oder verfälscht ist,
- der Reisezweck und die Bedingungen des Aufenthalts nicht erklärt werden,
- keine ausreichende Lebensunterhaltssicherung besteht,
- die Höchstaufenthaltsdauer von 90 Tagen innerhalb von 180 Tagen bereits erreicht ist,
- der Antragsteller zur Einreiseverweigerung im SIS ausgeschrieben ist,
- der Antragsteller eine Gefahr für die öffentliche Ordnung, die innere Sicherheit oder die öffentliche Gesundheit darstellt oder
- keine ausreichende Reisekrankenversicherung, soweit erforderlich, besteht,

oder wenn begründete Zweifel an der Echtheit der von dem Antragsteller vorgelegten Belege oder am Wahrheitsgehalt ihres Inhalts, an der Glaubwürdigkeit seiner Aussagen oder der von ihm bekundeten Absicht bestehen, das Hoheitsgebiet der Mitgliedstaaten vor Ablauf der Gültigkeit des beantragten Visums zu verlassen.
Entgegen der bisherigen internationalen Praxis werden die Ablehnungsgründe schriftlich mitgeteilt, und es besteht die Möglichkeit einer gerichtlichen Überprüfung durch die Gerichte des Staates, dessen Konsulat die Visumerteilung abgelehnt hat.

#### Verlängerung und Annullierung eines Visums
Im fünften Kapitel (Artikel 33 und 34) werden die Verlängerung der Gültigkeit und der Annullierung eines erteilten Visums behandelt.
Ein Visum kann verlängert werden, wenn die zuständige Behörde eines Mitgliedstaats der Ansicht ist, dass ein Visuminhaber das Vorliegen höherer Gewalt oder humanitärer Gründe belegt hat, aufgrund deren er daran gehindert ist, den Schengen-Raum vor Ablauf der Gültigkeitsdauer des Visums bzw. vor Ablauf der zulässigen Aufenthaltsdauer zu verlassen. Eine solche Verlängerung ist kostenlos (Artikel 33 Absatz 1). Ein Visum kann auch verlängert werden, wenn der Visuminhaber schwerwiegende persönliche Gründe belegt, die eine Verlängerung der Gültigkeitsdauer oder der Aufenthaltsdauer rechtfertigen. Eine solche Verlängerung kostet 30 Euro (Artikel 33 Absatz 2). Die Verlängerung eines Visums erfolgt in allen Fällen in Form einer Visummarke.
Erteilte Visa können annulliert oder aufgehoben werden. Gemäß Artikel 34 Absatz 1 wird von Annullierung gesprochen, wenn sich herausstellt, dass die Voraussetzungen für seine Erteilung im Ausstellungszeitpunkt nicht erfüllt waren, insbesondere wenn das Visum durch arglistige Täuschung erlangt wurde. Im deutschen Verwaltungsrecht wird dieser Vorgang als Rücknahme bezeichnet. Nach Artikel 34 Absatz 2 wird das Visum aufgehoben, wenn die Voraussetzungen für die Erteilung des Visums nicht mehr erfüllt sind oder wenn der Visuminhaber dies beantragt. Im deutschen Verwaltungsrecht wird dieser Vorgang als Widerruf bezeichnet.
Eine Annullierung oder Aufhebung ist durch die Behörden des Ausstellerstaates, aber auch durch einen anderen Mitgliedstaat zulässig, der den Ausstellerstaat zu unterrichten hat. Das Nichtvorlegen einzelner Nachweise über den Reisezweck an der Grenze führt nicht automatisch zu einer Aufhebung oder Annullierung (Artikel 34 Absatz 4). Wird ein Visum annulliert oder aufgehoben, so wird ein Stempel mit den Worten „ANNULLIERT“ oder „AUFGEHOBEN“ aufgebracht und das optisch variable Merkmal der Visummarke, das Sicherheitsmerkmal „Kippeffekt“ sowie der Begriff „Visum“ durch Durchstreichen ungültig gemacht (Artikel 34 Absatz 5). Gegen beide Entscheidungen stehen dem Visuminhaber Rechtsmittel zu.

#### Visumerteilung an der Grenze
Das sechste Kapitel (Artikel 35 und 36) regelt die Visumerteilung an den Außengrenzen. Nur ausnahmsweise ist eine Visumerteilung direkt an der Grenze möglich, z. B. wenn es dem Antragsteller nicht möglich war, im Voraus ein Visum zu beantragen und er gegebenenfalls unter Vorlage von Belegen unvorhersehbare zwingende Einreisegründe geltend macht. In diesem Falle wird ein einheitliches Visum für höchstens 15 Tage ausgestellt. Sind nicht alle Einreisevoraussetzungen erfüllt, kann ein räumlich beschränktes Visum ausgestellt werden, das nur für den ausstellenden Mitgliedstaat gilt.
Für Seeleute gibt es vereinfachte Möglichkeiten des Visumerwerbs zur Anmusterung, Wiederanmusterung oder Abmusterung (Artikel 36). Zu den Einzelheiten siehe Hauptartikel Musterung (Seemannsgesetz).

### Verwaltung und Organisation des Visumstellen
Die Artikel 37 bis 47 regeln im vierten Titel die Verwaltung und Organisation des Visumverfahrens.
Artikel 37 verpflichtet die Mitgliedstaaten im Grundsatz, das Personal, das den direkten Kontakt mit den Antragstellern hat, regelmäßig rotieren zu lassen, um zu verhindern, dass Druck auf das Personal vor Ort ausgeübt wird. Zugang zum VIS und zum SIS und zu anderen vertraulichen Informationen erhalten nur wenige dazu ermächtigte Bedienstete. Um Betrug oder den Verlust von Visummarken zu verhindern, werden die Visummarken gesichert aufbewahrt und verwendet. Jedes Konsulat führt Buch über seinen Bestand an Visummarken und registriert die Verwendung jeder einzelnen Visummarke. Die Konsulate der Mitgliedstaaten müssen alle Visumanträge für zwei Jahre archivieren.
Artikel 38 bestimmt Einzelheiten zu den fachlichen Kompetenzen des Personals. Artikel 39 erlegt den Konsulatsbediensteten bestimmte Verhaltensregeln im Umgang mit den Antragstellern auf. Artikel 40 überlasst die Gestaltung des Antragsverfahrens, auch die Einschaltung externer Dienstleistungserbringer, den Mitgliedstaaten. Artikel 41 regelt Einzelheiten zu dem Verfahren, wenn sich ein Mitgliedstaat der Einrichtungen des Konsulats eines anderen Mitgliedstaats bedient, Artikel 42 sieht die Einbeziehung von Honorarkonsuln vor. Artikel 43 regeln die Rahmenbedingungen, unter denen externe Dienstleistungserbringer am Visumverfahren mitwirken. Beim Abschluss solcher Verträge muss darauf geachtet werden, dass Möglichkeiten zum Visa-Shopping unterbunden werden. Artikel 44 macht dem Mitgliedstaat, der für einen anderen die Antragsbearbeitung übernommen hat, Datenschutzvorgaben im Umgang mit den Daten der vertretenen Staates. Nach Artikel 45 besteht zudem die Möglichkeit der Mitgliedstaaten, mit gewerblichen Mittlerorganisationen zusammenarbeiten. Über erteilte Visa sind jährliche Statistiken zu erstellen (Artikel 46). Außerdem müssen die Mitgliedstaaten alle relevanten Informationen zur Beantragung eines Visums öffentlich bekanntgeben (Artikel 47), auch über eine gemeinsame Webseite.

### Zusammenarbeit vor Ort
Der Fünfte Titel, der aus Artikel 48 besteht, sieht eine Schengen-Zusammenarbeit vor Ort vor. Die Konsulate der Schengenländer unterrichten sich an einem Standort untereinander und passen nach den jeweiligen örtlichen Gegebenheiten ihre Anforderungen an die Visumerteilung gegenseitig an, um eine einheitliche Anwendung der gemeinsamen Visumpolitik zu erreichen und um „Visa-Shopping“ und eine Ungleichbehandlung der Visumantragsteller zu vermeiden.

### Übergangs- und Schlussbestimmungen
Der Sechste Titel (Artikel 49 bis 58) enthält Übergangs- und Schlussbestimmungen, unter anderem zur Erteilung von Visa zur Teilnahme der Mitglieder der olympischen Familie an den Olympischen Spielen und den Paralympischen Spielen, wenn ein Mitgliedstaat diese Spiele austrägt.